# Katarza
Katarza (grč. καθάρσις, kathársis 'pročišćenje') je ritualno očišćenje od neke nečistoće.
Platon govori o smrti kao o katarzi (odvajanju) duše od tijela. Za Aristotela katarza je pročišćenje duše od štetnih uzbuđenja putem samilosti i straha. Za Hipokrata katarza je značila tjelesno očišćenje, istjerivanje iz tijela tvari koje uzrokuju bolest. U tragedijama francuskoga klasicizma i Pierre Corneille i Jean Racine tumačili su katarzu u moralnome smislu, kao stanje koje će spriječiti gledatelja u ponavljanju kobnih postupaka tragičnih likova.
U psihologiji, katarza je složeni proces kojim se potisnute ideje dovode u svijest, a zatim abreagiraju ponovnim preživljavanjem ili verbalizacijom. Time se smanjuje tenzija izazvana potisnutim patogenim iskustvima i neprijatnim emocijama povezanim s njima. Također, može značiti bilo koji oblik abreakcije bez obzira na njeno psihoterapijsko značenje. Na ovoj pretpostavci zasniva se katartička metoda.